# Leptochelia forresti
Leptochelia forresti är en kräftdjursart som först beskrevs av Stebbing 1896.  Leptochelia forresti ingår i släktet Leptochelia och familjen Leptocheliidae. Inga underarter finns listade i Catalogue of Life.